# Anton Weißmann
Anton Weißmann (* 16. September 1871 in Eschenbach; † 24. Dezember 1945 in Karlsruhe) war ein deutscher Journalist und Politiker.

## Beruf
Nach dem Besuch der Volksschule in Eschenbach machte Anton Weißmann eine Lehre als Buchdrucker. Bis 1898 arbeitete er als Schriftsetzer. Danach war er bis Mai 1905 Redakteur des Volksblatts in Halle an der Saale und dann bis 1911 des Volksfreunds in Karlsruhe, von Juli 1911 bis April 1919 schließlich Redakteur der Volkswacht in Freiburg. Ab 1919 arbeitete er in der Presseabteilung des badischen Staatsministeriums in Karlsruhe, von März 1920 bis 1932 als Regierungsrat.
1933 wurde Anton Weißmann wegen „politischer Unzuverlässigkeit“ entlassen. Er erhielt eine gekürzte Pension zugebilligt, die im Lauf der Jahre auf den vollen Satz aufgestockt wurde.

## Politik
1900 trat Weißmann in die SPD ein. Nach zwei erfolglosen Reichstagkandidaturen 1898 und 1903 wurde er 1918 in den Badischen Landtag gewählt, dem er bis 1933 angehörte. 1919 war er Mitglied der Badischen Verfassungskommission, 1924 und 1925 Schriftführer des Landtags.